# Ceriops
Genre
Classification phylogénétique
Ceriops est un genre de plantes à fleurs de la famille des Rhizophoraceae. Ce sont des palétuviers possédant des racines échasses. 

## Liste des espèces
- Ceriops australis [1],[2]
- Ceriops decandra (Griff.) Ding Hou (sin.: Ceriops roxburghiana Arn.)
- Ceriops pseudodecandra Sheue, Liu, Tsai, and Yang[3]
- Ceriops tagal (Perr.) C.B. Rob.
- Ceriops zippeliana [4]

## Liste d'espèces
Selon Catalogue of Life (7 juin 2013) et ITIS (7 juin 2013) :
- Ceriops tagal (Perr.) C.B. Rob.

Selon NCBI (7 juin 2013) :
- Ceriops australis
- Ceriops decandra
- Ceriops tagal
- Ceriops zippeliana

Selon Tropicos (7 juin 2013) (Attention liste brute contenant possiblement des synonymes) :
- Ceriops australis (C.T. White) Ballment, T.J.Sm. & J.A. Stoddart
- Ceriops boiviniana Tul.
- Ceriops candolleana Arn.
- Ceriops decandra
- Ceriops forsteniana Blume
- Ceriops globulifera Boivin ex Tulasne
- Ceriops lucida Miq.
- Ceriops mossambicensis Kl.
- Ceriops pauciflora Benth.
- Ceriops roxburghiana
- Ceriops somalensis Chiov.
- Ceriops tagal (Perr.) C.B. Rob.
- Ceriops timoriensis (DC.) Domin
- Ceriops zippeliana Blume

Selon World Register of Marine Species (7 juin 2013) :
- Ceriops australis (C.T.White) Ballment, T.J.Sm. & J.A.Stoddart
- Ceriops decandra (Griff.) Ding Hou
- Ceriops somalensis
- Ceriops tagal (Perr.) C.B. Robinson